# Siedmiu grzeszników
Siedmiu grzeszników (Seven Sinners) – amerykańska komedia romantyczna z 1940 roku.

## O filmie
Film wyreżyserował Tay Garnett, a główne role zagrali w nim Marlene Dietrich i John Wayne (był to pierwszy z trzech filmów, w których wystąpili razem). Dietrich wykonuje w filmie piosenkę "The Man's in the Navy" (muz. Frederick Hollander, sł. Frank Loesser), ubrana w męski Akcja Siedmiu grzeszników rozgrywa się na obszarach południowego Pacyfiku. Film nasuwał skojarzenia do poprzedniego obrazu z udziałem Dietrich, Destry znowu w siodle. Podobnie jak Destry..., tak i ta produkcja okazała się sukcesem.

## Obsada
- Marlene Dietrich – Bijou Blanche
- John Wayne – porucznik Dan Brent
- Albert Dekker – doktor Martin
- Broderick Crawford – Edward Patrick 'Little Ned' Finnegan
- Anna Lee – Dorothy Henderson
- Mischa Auer – Sasha Mencken
- Billy Gilbert – Tony
- Richard Carle – oficer
- Samuel S. Hinds – gubernator Harvey Henderson
- Oscar Homolka – Antro
- Reginald Denny – kapitan Church
- James Craig – podporucznik
- William Bakewell – podporucznik Judson
- Vince Barnett – barman
- Herbert Rawlinson

## Oceny
| Źródło       | Ocena |
| ------------ | ----- |
| AllMovie     | [ 3 ] |
| Eye for Film | [ 4 ] |